# 中华人民共和国公职人员政务处分法
《中华人民共和国公职人员政务处分法》是一部中华人民共和国法律，该法律于2020年6月20日在第十三届全国人民代表大会常务委员会通过，并于2020年7月1日起施行。

## 立法缘由
《中华人民共和国公职人员政务处分法》的第一条是“为了规范政务处分，加强对所有行使公权力的公职人员的监督，促进公职人员依法履职、秉公用权、廉洁从政从业、坚持道德操守，根据《中华人民共和国监察法》，制定本法。”

## 实施
《中华人民共和国公职人员政务处分法》的最后一条是“本法自2020年7月1日起施行。”